# RT-20反器材步槍
RT-20是一款在1990年代中期由克羅地亞金屬里耶卡公司所研製、和由RH-Alan公司所銷售的超大口徑犢牛式單發反器材及反裝甲狙擊步槍，發射20×110毫米伊斯帕諾機炮炮彈。
其名字本身事實上就是克羅地亞语「Ručni Top-20」的首字母縮寫，意為「20毫米口徑手持大砲」。由手動槍機操作的該槍僅可容納一發20毫米機炮炮彈，每次開槍以後必須重新裝填。鑑於其大口徑的等性，它是目前任何使用它的國家中最強大的反器材步槍之一，堪比南非丹尼爾NTW-20以及印度Vidhwansak，唯一的區別在於RT-20是無後座力設計。

## 歷史
RT-20是在1990年代，克羅地亞以擊破塞爾維亞M-84和T-72主戰坦克以上搭載的熱成像瞄準具為目的而研製。
研發時，由於認為12.7×108毫米（.50俄羅斯）以至更大口徑的14.5×114毫米的火力都無法達到研製目的，因而採用20×110毫米伊斯帕諾高射機炮炮彈。
1994年，RT-20被克羅地亞軍隊正式採用，並在1990年代後期的前南斯拉夫地區戰亂中曾經加以使用，戰後的目前仍然有一部份在服役中。

## 武器規格
該武器發射（對於步槍而言）威力強大的20×110毫米伊斯帕諾高射機炮炮彈，該口徑最初為第二次世界大战時期伊斯帕諾-西扎HS.404機炮所用；二戰後被包括前南斯拉夫的M55高射炮所採用。RT-20發射一顆130克（2,006格令）的彈頭時的槍口初速達到850米／秒（2,788.71英尺／秒），並且產生達到46,962.5焦耳的龐大槍口能量。換句話說，它可以在到了800公尺的有效射程以內貫穿任何現代装甲输送车的裝甲。RT-20有高爆彈和穿甲彈兩種可配用的彈藥，高爆彈可於人員殺傷或反器材時使用；穿甲彈則於對付步兵戰車和裝甲輸送車時使用。同樣要注意的重點是，RT-20的最大有效射程取決於目標的性質。
該武器能夠產生極高的終點打擊效能，但缺點是同時令後座力也變得非常巨大。20毫米伊斯帕諾機炮炮彈產生的後座力可是.50 BMG的4倍。為了使其後座力降低至使用者能夠承受的程度，RT-20的一個獨特功能是槍管上方、發射時會噴火的反後座力反應管。這根反應管的前端連接在槍管中部而後端為噴嘴，部分高壓氣體發射時會從槍管中部的洩氣孔進入反應管，然後從反應管尾端的噴嘴高速噴出，以此如无后座力炮和火箭弹发射器般抵消部分後座力。這類似於無後座力砲的原理，只是RT-20所發射的機炮炮彈不能直接向後噴出火藥氣體，因而需要從槍管中部向後引出抵消後座力的高壓氣體。而槍口也裝有反器材步槍常用的制退器。
反應管系統雖然能讓20毫米機炮炮彈的後座力降低至人體能夠承受的程度，但是在輕武器很少使用，而且它自帶著與無後座力炮相同的缺點。使用者必須具有特殊的射擊技術和使用適當的姿勢來發射，以避免灼熱地高速向後噴射的高壓氣體衝擊燒傷自己；而且射擊時後方一定距離內不得有其同伴，也無法在狹小或密閉的空間內使用，以免高壓氣體被靠近後方的牆壁反射而燒傷自己或友方。最後一個可能的缺點是因筒後噴火而噴出的高壓氣體可以被敵人發現，令隱藏位置的狙擊手因而受到影響。
但是在RT-20以上，這些負面影響被證明是與其作為反坦克武器並不相關；在其情況以下，通過文丘裡管漏斗噴出的一部分高壓氣體遠遠低於將從槍口噴出的量。
RT-20的另一個與其它重型狙擊步槍有所不同的特點是，無論是光學瞄準鏡和手動槍機的拉機柄兩者都安裝在步槍本身的左側。其他的系統都比較簡單。其採用的旋轉後拉式槍機，在槍栓具有三組三個大型鎖耳。由於RT-20並無配備彈匣，因而只能單發射擊。扳機、手槍握把和肩托都位於槍管下方，基本意義上是犢牛式結構。因此就算其槍管很長，也不至於導致其重心過於靠前。可拆卸式兩腳架的腿架可作長度調節。RT-20沒有機械瞄具，必須利用其配備的一具ZF69 6×42毫米光学瞄准镜，安裝在槍管上方並偏向左側，所以只能用右手抵肩射擊。

## 使用國
- ：目前80枝在服役。

## 外部連結
- （英文）—Modern Firearms—RT-20 Antimateriel Sniper Rifle（页面存档备份，存于）
- （英文）—Military, Security and Civilian Guns and Equipment—RH-ALAN RT-20 Anti-Materiel Rifle（页面存档备份，存于）
- （简体中文）—D Boy Gun World（槍炮世界）—RT-20反器材步枪（页面存档备份，存于）